# Hombrecitos
Hombrecitos es una novela de la escritora estadounidense Louisa May Alcott, publicada por primera vez en 1871. La novela retoma personajes de Mujercitas y es considerada por algunos el segundo libro de una trilogía no oficial de Mujercitas, que se completa con su novela de 1886, Los muchachos de Jo. Hombrecitos cuenta la historia de Jo Bhaer (Jo March cuando era soltera), protagonista de Mujercitas; y de los niños de Plumfield, una escuela y guardería dirigida por ella y su marido. El libro fue inspirado por la muerte del cuñado de Alcott, lo que se revela en uno de los últimos capítulos, cuando un personaje querido de Mujercitas fallece. La novela ha sido adaptada a una película de 1934, una de 1940, una serie de televisión y una serie de anime.

## Personajes
Los primeros tres son los principales.

### Los chicos de Plumfield
Los niños que se encuentran en el momento de la llegada de Nat son:
Nathaniel "Nat" Blake: un huérfano de once años de edad que vivía como músico de la calle, ganándose la vida con su violín. Fue descubierto por el Sr. Laurence en una cueva, llorando por su padre muerto y su violín perdido, y luego llevado a Plumfield. Es un chico pálido de ojos azules, que a pesar de que tiene la costumbre de mentir, es considerado cariñoso y talentoso con el violín, mostrando gratitud ante cualquier muestra de afecto, por lo que se convirtió rápidamente en uno de los "favoritos". 
Thomas "Tommy" Bangs: un niño de diez años de edad, que tiene buenas intenciones, pero siempre se las arregla para meterse en algún lío o hacer alguna travesura. Sin embargo, tiene un gran corazón y, a pesar de sus muchas bromas y descuidos, se lleva bien con todos, quienes siempre terminan por perdonarle sus diabluras. La niñera Hummel tiene siempre un botiquín listo para él. Es otro de los "favoritos".
John "Demi" Brooke: hijo de John y Meg Brooke, tiene nueve años y fue el segundo en hablar con Nat. Demi es un erudito que prefiere leer un libro a practicar deportes con los otros niños. Es dulce, sencillo, inocente, buen mozo e inteligente, y le encantan los libros fantásticos. Le gusta pasar tiempo con su hermana melliza, Daisy, y su abuelo el señor March. Ha sido apodado Medio-Brooke (o "Mini-Brooke" en otras traducciones) por los otros niños. Es otro de los "favoritos".
Margaret "Daisy" Brooke: hija de John y Meg Brooke, también de nueve años. Es la hermana melliza de Demi, a quien quiere profundamente y lo considera el «niño más notable del mundo». Es optimista y encantadora, cuidadosa y hogareña, pues se deleita en las tareas domésticas, como cocinar, limpiar, lavar y coser. Tiene muchas muñecas que cuida con esmero. Como los chicos no la dejaban jugar con ellos, la Tía Jo le regaló una cocina en miniatura para que no se sintiera sola, pero más adelante, Daisy se hizo amiga de Nan, la nueva chica que llega a vivir a Plumfield. 
Franz Hoffmann: el responsable hermano de Emil, tiene diecisiete años, siendo el mayor de los alumnos de Plumfield. Es un chico alemán, alto, rubio, macizo, estudioso y dado a la música. Su tío lo considera apto para la enseñanza, así que colabora en los estudios de los demás niños, además de que hace mandados a la ciudad, hasta que Dan acepta este deber.
Emilio "Emil" Hoffmann: un muchacho de catorce años de edad que fue criado por su tío, el señor Bhaer. Tiene un inmenso amor por el mar y quiere ser marinero cuando crezca, como sus héroes Robinson y Simbad. Su cuarto parece el camarote de un buque, canta canciones de piratas y anda balanceándose como un lobo de mar. Los demás niños le dicen "comodoro" y admiran la flotilla que tiene en el estanque. Es muy decidido, negándose a ceder en una pelea con Dan. A pesar de que es culpable de tener mal carácter, es extrovertido y amigable.
Robin "Rob" Bhaer: hijo mayor del señor y la señora Bhaer, con cinco años de edad. Está muy unido y es muy leal a su madre. Jamás se está quieto, no es ni díscolo, ni peleador, pero sí muy charlatán. Le gusta participar en las actividades de los otros niños, como cosechar arándanos.
Dick Brown: un niño de ocho años de edad, con la espalda algo encorvada. Al principio, algunos de los chicos se burlaban de él, pero luego aprendieron a aceptarlo. Es un chico amable y alegre, tanto que una vez Medio-Brooke le preguntó si daba buen humor ser giboso. Cuando llegó a Plumfield, Dick pensó que su joroba era una carga, hasta que la amistad de todos le hizo sentirse aliviado. Le consolaba además pensar que Dios no lo juzgaría por su deformidad sino por la rectitud de su espíritu. 
Adolphus "Dolly" Pettingill: un niño de ocho años de edad que tartamudea. El Sr. Bhaer intenta curarlo de ello haciendo que hable lentamente, con lo cual ha progresado un poco.
Jack Ford: un niño de doce años de edad que fue enviado a Plumfield porque era barato. Tiene mucho amor al dinero, lo que preocupa a la Sra. Bhaer más que el tartamudeo de Dolly o la joroba de Dick. Roba el dinero de Tommy y permite que Nat, y luego Dan, sean culpados por el robo. Después de este escándalo, se escapa, dejando una carta confesando que él era el ladrón. Cuando el tío de Jack se entera de estos eventos, pega a Jack y le obliga a volver a Plumfield.
Ned Barker: un muchacho piernas largas de catorce años de edad, bullicioso y atolondrado, le decían "Barullo" ("Tornado" en otras traducciones), por su facilidad de enredarlo todo. No es muy valiente, es chismoso, le gusta presumir ante los chicos y adular a los mayores. No es malo, pero se describe como alguien que "podría ser llevado fácilmente por mal camino".
George Colé: alias "Zampabollos", "Tragapanes" o "Gordinflón" según la traducción. Apodado el Gordo, es un niño obeso de doce años de edad, mimado por su madre, quien lo repletaba de golosinas hasta que un día enfermó, y su madre lo consideró muy débil para estudiar o jugar. El resultado fue un niño pálido, triste, malhumorado, fofo y tragón, con exceso de peso, que habla constantemente de alimentos y odia hacer ejercicio. En Plumfield hizo grandes cambios, ya no tragaba tanto y le gustaba estudiar.
Billy Ward: un chico de catorce años de edad que aparenta tener seis y que tiene un problema mental. De joven era inteligentísimo, pero su padre lo hizo trabajar hasta que tuvo un inesperado episodio de fiebre cerebral. Cuando pudo levantarse ya no era el mismo. Sin muchas esperanzas lo enviaron entonces a Plumfield, donde los Bhaer luchan con paciencia y sin descanso por él, trabajando para enseñarle cosas tan simples como el alfabeto. El chico se esfuerza y consigue pequeños resultados muy lentamente, aunque físicamente ha mejorado mucho. Es dulce y bondadoso, rehúye los juegos y es especialmente aficionado a Nat, le encanta escucharlo tocar el violín. Podía pasarse horas contemplando el vuelo de las palomas y a Sila el jardinero. Los demás niños lo quieren y protegen.
Los nuevos:
Daniel "Dan" Kean: un chico de catorce años de edad, pobre y sin familia, que llegó a vivir a Plumfield gracias a Nat, quien pidió el permiso de la tía Jo. Nat conoció a Dan en sus días de huérfano, éste había sido muy bueno con Nat y se habían hecho amigos, por lo cual Nat lo invitó a Plumfield cuando se lo encontró en la ciudad. Al principio, él demuestra ser un chico rudo, mal educado, que no parece confiar o preocuparse por nadie aparte de Teddy, el menor de los hijos de los Bhaer, con quien establece una cercana relación. Después de varias faltas serias, Dan es expulsado de Plumfield y enviado a la escuela que dirigía el señor Page, de dónde se escapa. Tiempo después vuelve a Plumfield, donde el señor y la señora Bhaer lo acogen de nuevo y le ayudan a convertirse en una persona amable y responsable, ahora con gran fascinación por los insectos.
Annie "Nan" Harding: una niña de diez años de edad con fama de revoltosa, decidida a demostrar que las chicas pueden hacer cualquier cosa que los chicos puedan hacer. Cuando su madre murió, ella se volvió muy traviesa y desordenada, y pasó a vivir en manos de sirvientas y niñeras. La señora Jo le propuso a su padre la idea de mandarla a Plumfiled, esto para que Daisy tuviera una amiga y tal vez mejorar la conducta de los chicos con "algo más de toque femenino"; y su padre estuvo de acuerdo en que Nan viviría más alegre entre chicos de sus edad. Sus compañeros le apodaron "Mariquita Terremoto" por su inquietud, pues siempre está inventando nuevos juegos y haciendo travesuras. Gracias a sus hazañas Nan se convirtió en una especie de heroína para sus compañeros, además de que es muy hábil a la hora de atender las lesiones menores de los chicos. Es también muy sobresaliente en sus estudios y quiere ser doctora cuando crezca.
Ted "Teddy" Bhaer: el hijo menor de dos años de edad del señor y la señora Bhaer.

### Otros personajes
Josephine "Jo" Bhaer: propietaria de la escuela y "madre" de todos los niños. Vive entregada al cuidado de su marido, sus hijos y los estudiantes de Plumfield, quienes la llaman "tía Jo". Es descrita como una "dama de alegre rostro", con gestos que inspiran afecto y simpatía. Ocasionalmente participa en los juegos de los niños, y visita a su madre y sus hermanas Meg y Amy.
Friedrich "Fritz" Bhaer: marido de la señora Jo y padre de Teddy y Rob. Es el tío de Franz y Emil. Originario de Alemania, es un hombre bondadoso, inteligente y cariñoso, que se toma el tiempo para hablar con cada niño, para aconsejarlos y reprenderlos si es necesario. Lo llaman "Tío Fritz".
Theodore "Laurie/Teddy" Laurence: Marido de Amy y buen amigo de Jo. Es un joven amante de la diversión, rico y muy generoso cuando se trata de las necesidades de la escuela y de sus estudiantes, quienes lo llaman "Tío Teddy". Hace frecuentes visitas a la escuela, por lo general llevando a su hija Bess con él.
Elizabeth "Bess" Laurence: hija de Amy y Laurie (hermana y amigo de Margareth y Jo, respectivamente), de cinco años de edad. Fue bautizada con el nombre Elizabeth en honor a Beth March, la celestial niña pianista hermana de Meg, Jo y Amy, que falleció a temprana edad en la novela "Aquellas Mujercitas". A Bess la llaman "Ricitos de oro" (o "Rizos de oro") por su largo pelo rubio. Visita Plumfield a menudo, donde es adorada por sus alumnos, quienes la consideran una especie de mezcla de hada y ángel, pues es muy linda y de buen carácter; es muy limpia y suave, le molestan las brusquedades, los gritos y la crueldad. Llegó a vivir a Plumfield una semana cuando sus padres salieron de viaje, durante la cual, para no disgustarla, los niños de Plumfield se comportaron "de maravilla". Los chicos la llamaban "La princesita" (o "La princesa") o "Su alteza" y la mimaban a cada instante. Cuando Bess tuvo que marcharse, todos se despidieron llenos de tristeza.
Margaret "Meg" Brooke: hermana de Jo, esposa de John Brooke y madre de Medio-Brooke, Daisy y Josie. Es la hermana mayor de la señora Jo. Quiere mucho a su familia y se preocupa en silencio por cada uno de ellos. Jo se sorprende de cómo Meg se muestra tan pacífica y fuerte, aún después de la muerte de su marido John.
John Brooke: marido de Meg Brooke y padre de Medio-Brooke, Daisy y Josie. Fallece repentinamente por una enfermedad.
Josephine "Josy" Brooke: hija de Meg y John Brooke, y hermana de Demi y Daisy. Tiene cuatro años y recibe muchas prendas de vestir hechas a mano por Daisy.
Amy Laurence: la hermana más pequeña de Jo, mujer del señor Laurence y madre de Bess. Posee un carácter batallador en Mujercitas, aunque carece de distinción en Hombrecitos.
Sila: jardinero de Plumfield y veterano de guerra.
Asia: cocinera negra de Plumfield. A veces es irritable, pero quiere a los niños.
Nana Hummel: la niñera de Plumfield.
Mary Ann: una joven empleada en Plumfield.

## Traducciones al castellano
La obra ha sido traducida en innumerables ocasiones al idioma castellano. La primera traducción de la que se tiene constancia fue la realizada por Marcos Rafael Blanco Belmonte para la editorial B. Bauzá en Buenos Aires (Circa 1930). En España, María Sepúlveda realizó la primera traducción para la Editorial Juventud de Barcelona en el año 1935. Desde entonces la obra ha sido traducida por más de una veintena de autores.